# Eragisa tenebrosa
Eragisa tenebrosa är en fjärilsart som beskrevs av Rothschild. Eragisa tenebrosa ingår i släktet Eragisa och familjen tandspinnare. Inga underarter finns listade i Catalogue of Life.